# Micaria laticeps
Micaria laticeps är en spindelart som beskrevs av James Henry Emerton 1909. Micaria laticeps ingår i släktet Micaria och familjen plattbuksspindlar. Inga underarter finns listade i Catalogue of Life.